# Klopný obvod

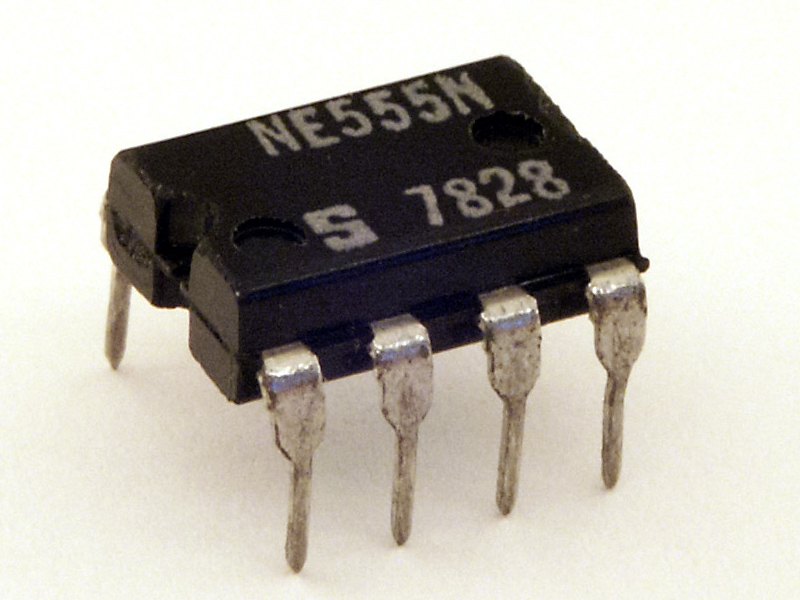
Multifunkční časovač 555 lze jednoduše využít pro realizaci klopných obvodů

Klopný obvod (KO) je elektronický obvod, který přechází mezi několika diskrétními stavy (nejčastěji dvěma), přičemž ke změně mezi stavy dochází skokově. Klopné obvody se skládají z několika hradel nebo jiných aktivních prvků a lze je použít např. jako paměťové prvky, impulzní generátory, časovače nebo oscilátory.

## Základní skupiny klopných obvodů

Schematická značka monostabilního klopného obvodu ovládaného náběžnou hranou signálu

Klopné obvody se dělí do čtyř základních skupin:
- Astabilní − Nemají žádný stabilní stav. Neustále oscilují (kmitají) z jednoho stavu do druhého. Používají se jako oscilátory, zdroj časových impulzů, pro blikače, stimulátor srdce.
- Monostabilní − Jeden stabilní stav, ze kterého se obvod překlopí pouze s příchodem spouštěcího impulzu. Používají se jako tvarovač impulzů a pro zpožďovací členy. Někdy nazývány monoflop.
- Bistabilní − Oba stavy jsou stabilní. Používají se jako paměťové prvky. V anglicky psané literatuře jsou označovány jako flip-flop.
- Schmittův − Zvláštní typ KO, který se používá především k úpravě tvaru impulzů.

V angličtině se klopné obvody souhrnně nazývají multivibrator. Někteří autoři název multivibrátor používají pro všechny druhy klopných obvodů i v češtině; jiní jej používají pouze pro astabilní klopný obvod. Jeho obdélníkový výstupní signál lze pomocí harmonické analýzy vyjádřit jako Fourierovu řadu tvořenou superpozicí mnoha sinusových průběhů, odtud multivibrátor.

## Astabilní klopný obvod (AKO)

Realizace astabilního klopného obvodu z diskrétních součástek

Astabilní klopné obvody, označované také jako AKO, nemají žádný stabilní stav, což znamená, že tyto obvody neustále oscilují (překlápějí se) mezi jedním a druhým stavem podle nastavené časové konstanty. AKO jsou proto používány jako impulzní generátory, tónové generátory, blikače.
AKO se dá realizovat pomocí diskrétních součástek, s použitím dvou tranzistorů (viz obrázek), nebo s pomocí logických členů (např. dvou NANDů), nebo s využitím časovače 555 (viz AKO pomocí obvodu 555).

## Monostabilní klopný obvod (MKO)

Realizace monostabilního klopného obvodu z diskrétních součástek

Monostabilní klopný obvod, označovaný jako MKO, má jeden stabilní stav, ze kterého je možné jej přepnout do stavu nestabilního. Obvod se sám po určité době přepne zpět do stabilního stavu. Tento typ obvodu je možné použít například jako zpožďovací prvek.
Obvod je možno použít jako generátor impulsu definované délky, lze také realizovat pomocí časovače 555, viz MKO pomocí obvodu 555. Dále jako zpožďovač impulsů, dělička impulsů, nebo v čítačích impulsů.

## Bistabilní klopný obvod (BKO)

Realizace bistabilního klopného obvodu typu RS z diskrétních součástek

Bistabilní klopný obvod, označovaný jako BKO (případně též flip-flop nebo latch) je klopný obvod, který má dva stabilní stavy. Mezi těmito stavy lze přepínat pomocí signálů přivedených na vstupy. Tyto obvody se proto používají jako paměťové prvky. BKO mají mnoho variant a provedení. Nejznámější jsou: RS, JK, D a T.

## Schmittův klopný obvod (SKO)

Realizace Schmittova klopného obvodu z diskrétních součástek

Schmittův klopný obvod je klopný obvod, který slouží k úpravě tvaru impulzů. Jeho základní vlastností je hystereze. To znamená, že jeho výstup je závislý nejen na hodnotě vstupu, ale i na jeho původním stavu. Hystereze, která je jindy nežádoucí, zde má své opodstatnění v tom, že zabraňuje vzniku zákmitů výstupního signálu v okolí střední úrovně spínání, proto se v číslicové technice používá jako tvarovací obvod.